# 주병하
주병하(1991년 12월 31일 ~ )은 대한민국의 배우이다.

### 드라마
- 2018년 TVING 웹 드라마 《똥차비디오 시즌2》
- 2018년 웹 드라마 《연애는 무슨 연애》
- 2019년 웹 드라마 《오늘도 마음을 다 해》
- 2019년 OCN 수목 미니시리즈 《구해줘 2》
- 2019년 OCN 주말 미니시리즈 《타인은 지옥이다》
- 2019년 ~ 2020년 JTBC 금토 미니시리즈 《초콜릿》
- 2021년 웹 드라마 《쿨내진동자야, 콜드브루를 마셔라》
- 2022년 JTBC 주말 미니시리즈 《나의 해방일지》
- 2023년 MBC 금토 미니시리즈 《넘버스 : 빌딩숲의 감시자들》 ... 이보성 역

### CF
- 2017년 CF 《다우니 액티브 시트러스 : 이상화 편》
- 2018년 CF 《농협 올원뱅크》
- 2018년 CF 《고용노동부 청년추가고용장려금 편》
- 2019년 CF 《삼성 갤럭시 S10 소셜다이닝 편》
- 2020년 CF 《현대해상 - 기업PR '마중' 편》
- 2020년 CF 《헤드앤숄더 - 슬기로운 두피생활》
- 2020년 CF 《산타공인중개사 - 인강 편》
- 2021년 CF 《조지아 크래프트 듀얼브루 편》
- 2023년 CF 《FURSYS》

### 뮤직비디오
- 2018년 M/V 미교 - 《너도 거기까지, 나도 여기까지》
- 2020년 M/V 최효인 - 《사라져간다》
- 2023년 M/V 클랑 - 《Airplane Mode》

### 영화
- 2015년 영화 《연애의 맛》 ... 구경꾼 역
- 2020년 영화 《나의 알바인생》 ... 필성 역
- 2021년 영화 《전야》 ... 규식 역
- 2022년 영화 《아무도 없는 집》 ... 정배 역
- 2022년 영화 《라텍스》 ... 기환 역
- 2022년 영화 《카터》
- 2023년 영화 《송암동》